# Wipeout 2097
Wipeout 2097 è un videogioco del genere simulatore di guida a tema fantascientifico del 1996 sviluppato da Psygnosis. Distribuito negli Stati Uniti d'America come Wipeout XL, il secondo titolo della serie Wipeout è stato inizialmente pubblicato per PlayStation ed in seguito convertito per Microsoft Windows, Sega Saturn, Amiga e Mac OS.
Il seguito di Wipeout è ambientato nel 2097 e vede protagonisti dei mezzi anti-gravità denominati F5000, che concorrono in un campionato senza esclusione di colpi.

## Squadre
In Wipeout 2097 sono disponibili cinque squadre: le quattro originali del gioco precedente e una nuova squadra sbloccabile dopo aver vinto la "Piranha Challenge"
- FEISAR

Il team di ricerca e sviluppo europeo che rappresenta l'Europa. A causa dell'incompetenza della dirigenza di trovare la soluzione per una sede fissa, il team si ritrova spesso a spostarsi per il continente ritrovandosi a lavorare poco spesso sui loro veicoli rendendoli poco competitivi. Tuttavia l'eccellente manovrabilità del mezzo la rende la squadra perfetta per i principianti.
- AG Systems

Il team di ricerca e sviluppo originale che ha contribuito all'invenzione della locomozione anti-gravitazionale di Pierre Belmondo. La loro vettura eccelle in accelerazione e manovrabilità ma pecca nei sistemi difensivi.
- Auricom

La squadra americana fondata da una ex-allieva di Belmondo. In perenne rivalità con la Qirex. Le statistiche della loro vettura stanno nella media, senza alcun punto forte.
- Qirex

In origine una marca domestica russa, venne successivamente rifondata come squadra all'arrivo di uno degli ex-allievi di Belmondo nonché una delle forze dominanti della competizione. Storica è la rivalità con gli americani della Auricom. Il veicolo è molto veloce ma il difetto nello sterzo lo rende difficile da guidare per chi non è esperto.
- / Piranha

Nato nel 2044 come fusione di due compagnie brasiliane, la Pir e la Hana, questo misterioso team giocò un ruolo importante nello sviluppo delle corse antigravitazionali nonostante la loro presenza brancolasse nell'ombra. Venne successivamente acquisita da un ignoto consorzio cinese e limitandosi alla produzione dei freni aerei per le competizioni fino a quando non tornò nel 2097 con un prototipo registrato "P.666", un veicolo sperimentale che eccelle in tutte le statistiche ma che non può usare le armi.

## Tracciati
- Talon's Reach

Il primo tracciato del gioco dove si volge in un complesso industriale in Canada. Composto da curve semplici da affrontare che lo rendono ideale per testare le vetture e mettere in pratica le proprie abilità.
- Sagarmatha

Costruito sul monte Everest, conosciuto anche con il nome nepalese di Sagarmatha, è una pista che presenta curve più strette e sezioni tecniche pur nella sua semplicità.
- Valparaiso

Un tracciato che si snoda all'interno di una foresta pluviale cilena, presenta curve tortuose che rendono difficoltoso trovare la giusta traiettoria di guida.
- Phenitia Park

Pista costruita all'interno di un centro commerciale di Amburgo che mette alla prova i piloti più abili con le sue curve di varie angolazioni.
- Gare D'Europa

Sviluppata all'interno di una metropolitana francese in disuso, alterna curve strette a lunghi rettilinei dove spingere al massimo la velocità.
- Odessa Keys

Situato in un distretto portuale sopra il Mar Nero, è noto per essere pieno di curve strette e molto ardue, tra cui una curva finale a destra impossibile da prendere in velocità.
- Vostok Island

Localizzato nella esistente isola di Vostok, è una pista piena di curve medio-lente spesso coperte da punti ciechi che mettono a dura prova i tempi di reazione dei piloti.
- Spilskinanke

Un tracciato costruito tra le rovine di una città americana devastata da un terremoto, è la pista più impegnativa del gioco consistente in salti pericolosi e curve tecniche da prendere con la giusta traiettoria.

## Tracce audio
- Future Sound Of London: We Have Explosive[1]
- Future Sound Of London: Landmass[1]
- Fluke: Atom Bomb (strumentale)[1]
- Fluke: V6[1]
- The Chemical Brothers: Dust Up Beats[1]
- The Chemical Brothers: Loops Of Fury[1]
- Photek: The Third Sequence[1]
- Underworld: Tin There[1]
- The Prodigy: Firestarter (strumentale)[1]
- CoLD SToRAGE: Canada
- CoLD SToRAGE: Body In Motion
- CoLD SToRAGE: Kinkong[2]
- CoLD SToRAGE: Plasticity[2]
- CoLD SToRAGE: Messij Xtnd[2]
- CoLD SToRAGE: Tenation[2]
- CoLD SToRAGE: Surgeon[2]
- CoLD SToRAGE: Hakapik Murder[2]
- CoLD SToRAGE: Messij Received[2]
- CoLD SToRAGE: Body Plus[3]